# قمقمه

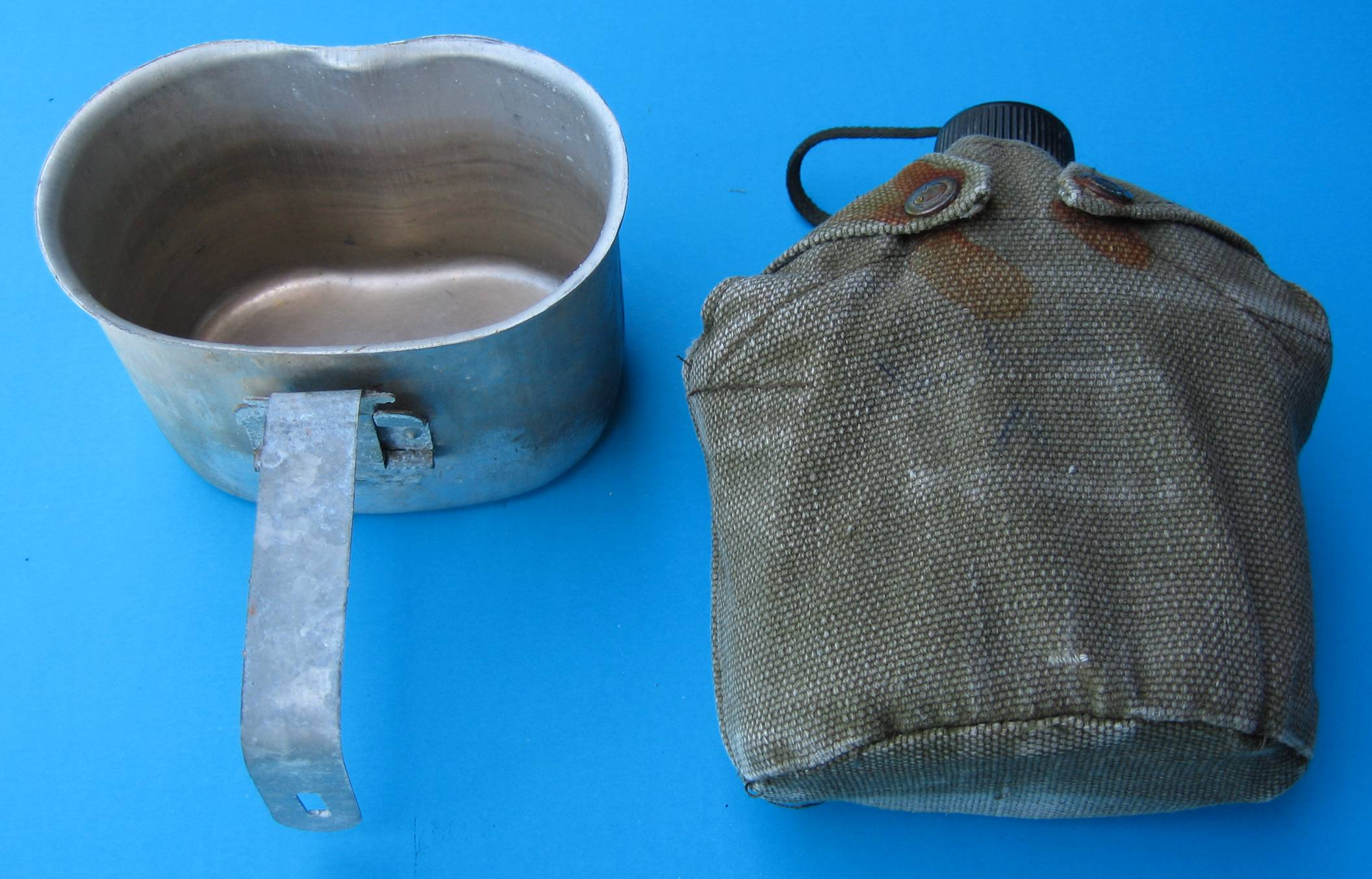
یک قمقمه نظامی (سمت راست) به همراه آب‌خوری قمقمه (سمت چپ).

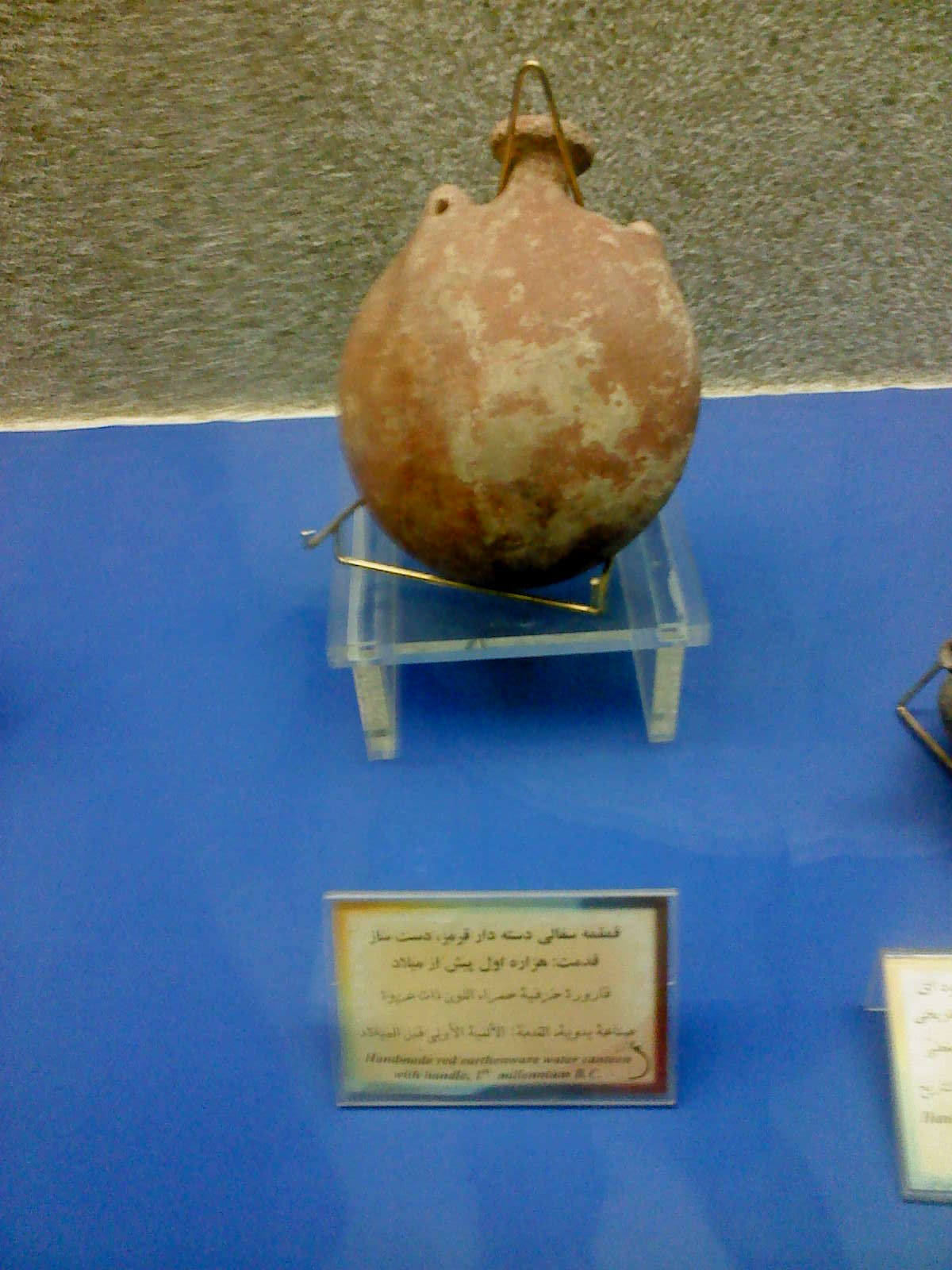
قمقمه ی سفالی-موزه ی آستان قدس رضوی

قُمقُمه، ظرفی فلزین است که مسافران یا سربازان بر کمر می‌بندند و گرما یا سرمای مایع درونش را تا مدتی حفظ می‌کند. در گذشته قمقمه‌ها از جنس و ساختاری متفاوت با حال ساخته می‌شدند، ولی امروزه گاه از فلاسک‌های خلاء بدین منظور استفاده می‌شود.

## پیشینه
در گذشته‌ها برای خنک نگه داشتن آب از کوزه‌ها یا قمقمه‌های چرمین استفاده می‌شده‌است. بعدها از قمقمه‌های پلاستیکی و فلزی بدین منظور استفاده شد. نخستین فلاسک خلاء توسط سر جیمز دوار فیزیکدان و شیمیدان در سال ۱۸۹۲ ساخته شد.